# Mignano Monte Lungo
Mignano Monte Lungo é uma comuna italiana da região da Campania, província de Caserta, com cerca de 3.310 habitantes. Estende-se por uma área de 52 km², tendo uma densidade populacional de 64 hab/km². Faz fronteira com Conca della Campania, Galluccio, Presenzano, Rocca d'Evandro, San Pietro Infine, San Vittore del Lazio (FR), Sesto Campano (IS), Venafro (IS).

## Demografia
| Variação demográfica do município entre 1861 e 2011                               |
|                                                                                   |
| Fonte: Istituto Nazionale di Statistica (ISTAT) - Elaboração gráfica da Wikipedia |